# Districtul Ko Kut
Ko Kut (în thailandeză เกาะกูด) este un district (Amphoe) din provincia Trat, Thailanda, cu o populație de 2.118 locuitori și o suprafață de 162,2 km².

## Componență
Districtul este subdivizat în 2 subdistricte (tambon), care sunt subdivizate în 8 de sate (muban).
| Nr. | Nume   | În thailandeză | Sate | Locuitori |
| --- | ------ | -------------- | ---- | --------- |
| 1.  | Ko Mak | เกาะหมาก       | 2    | 403       |
| 2.  | Ko Kut | เกาะกูด         | 6    | 1,715     |